# ۹۲۰ (خورشیدی)
۹۲۰ نهصد و بیستمین سال هجری خورشیدی است.